# 缙云卫矛
缙云卫矛（学名：Euonymus chloranthoides）是卫矛科卫矛属的植物，为中国的特有植物。分布在中国大陆的四川等地，生长于海拔300米至400米的地区，一般生于山坡路边树荫下，目前尚未由人工引种栽培。

## 别名
绿花卫矛